# Carpodinus oocarpa
Espèce
Classification APG III (2009)
Carpodinus oocarpa est une espèce de plante à fleurs de la famille des Apocynaceae. C'est un synonyme de Landolphia dulcis var. barteri.
On la trouve notamment au Liberia, en Afrique.